# Narodno kazalište Sombor
Narodno kazalište Sombor (srp. Народно позориште Сомбор) je kazališna ustanova iz Sombora, autonomna pokrajina Vojvodina, Republika Srbija.
Nalazi se na adresi Trg Koste Trifkovića 2, Sombor.

## Povijest
Zgrada somborskog kazališta izgrađena je inicijativom Deoničarskog društva somborskog pozorišta utemeljenog 1879., a kojeg su činili somborski građani.
Prva predstava izvedena je 25. studenog 1882. Od tada somborsko kazalište djeluje bez prekida u radu. Stalni profesionalni postav djeluje nakon Drugog svjetskog rata, od 1946. godine. 1952. je somborsko Kazalište preraslo u Narodno kazalište. Zadnjih dvadeset godina jedno je od najmobilnijih kazališta u Srbiji.
Istaknuti redatelji koji su djelovali u somborskoj kazališnoj kući su Mata Milošević, Marko Fotez, Jovan Putnik, Slavoljub Stefanović Ravasi, Ljubomir Draškić, Dejan Mijač, Paolo Magelli, Vida Ognjenović, Dimitrije Jovanović, Stevo Žigon, Petar Veček, Ljubiša Ristić, Zoran Ratković, Ljuboslav Majera, Egon Savin, Jagoš Marković, Dušan Petrović, Kokan Mladenović, Gorčin Stojanović, Boris Liješević, Milan Nešković. 
Upravnici Kazališta od 1952. do danas bili su Josip Jasenović, Nikola Petrović, Božo Despotović, Mirjana Markovinović, Milivoje Mlađenović, Srđan Aleksić, Biljana Keskenović i danas Mihajlo Nestorović.
Kazalište ima dvije scene: Veliku scenu i malu scenu - Studio 99. Trista je mjesta u gledalištu Velike scene,a 99 u gledalištu Studija 99. U kazalitu je 48 zaposlenika i zaposlenica, od čega glumački ansambl čini sedamnaest glumaca. Višegodišnja tajnica Kazališta bila je Antonija Čota Rekettye, popularna Tonka, dobri duh somborskog kazališta.
Od 1993. godine, sezonu završavaju festivalom Pozorišni maraton.

## Zgrada
Zgrada Narodnog kazališta datira iz 1882. godine i predstavlja nepokretno kulturno dobro kao spomenik kulture od velikog značaja.

## Nagrade
Brojne nagrade osvojili su predstavama „Ukroćena goropadnica“, „Figarova ženidba“, „Fiškal galantom“, „Afera nedužne Anabele“, „Zla žena“, „Ruženje naroda u dva dela“, „Bogojavljenska noć“, „Buđenje proleća“, „Kazimir i Karolina“, „Opsada crkve Svetog Spasa“, „Paradoks“, „Mračna komedija“, „Buba u uhu“, „Projekcija“, „Nora (lutkina kuća)“, „Ženidba“, „Pučina“, „Predstava Hamleta u selu Mrduša donja“, „Čarobnjak“, „Gospođa Olga“, „Doktor Nušić“.